# بنجامین تامسون
سِر بنجامین تامسون (به انگلیسی: Sir Benjamin Thompson, Count Rumford) ‏فیزیکدان و مخترع آمریکایی متولد آمریکا بود. وی از افراد تأثیرگذار در فیزیک نظری در قرن نوزدهم بود.